# Matelda
Matelda, var en dogaressa av Venedig, gift med Venedigs doge Ordelafo Faliero  (r. 1102-1117). 
Hon var kusin eller syster till kung Balduin I av Jerusalem. Matelda beskrivs som en idealmodell för hur en hustru borde vara. Venedig drabbades under hennes tid som dogaressa av flera naturkatastrofer, och hon ledde då dess kvinnliga innevånare i böner till Gud om förskoning. Hon varnade förgäves 1116 Ordefalo från att ge sig ut med en flotta för att demonstrera mot Bysans med argumentet att hans plats som Venedigs fader under kris var hos sitt folk. Efter krigståget mot Zara mottog hon de religiösa reliker som ingick i krigsbytet och installerade dessa i San Maggiore. Därefter gick hon i klostret San Zaccaria. En version uppger att maken avled vid Zara och att hon gjorde detta ensam, en annan att de båda gick i kloster efter att ha gjort detta.